# 田中重信
田中 重信（たなか しげのぶ、1931年1月8日 - 2021年8月26日）は、日本の経営者。フジクラ社長、会長を務めた。東京都出身。

## 経歴
1953年に千葉大学工学部電気工学科を卒業し、同年に藤倉電線(のちのフジクラ)に入社。1978年に取締役に就任し、1981年6月に常務、1986年6月に専務を経て、1991年6月に副社長に就任し、1992年12月には社長に昇格。1999年6月に会長に就任し、2002年6月から相談役を務めた。
1997年4月に藍綬褒章を受章し、2003年4月に勲三等旭日中綬章を受章。
2021年8月26日死去。90歳没。